# Tritanopia

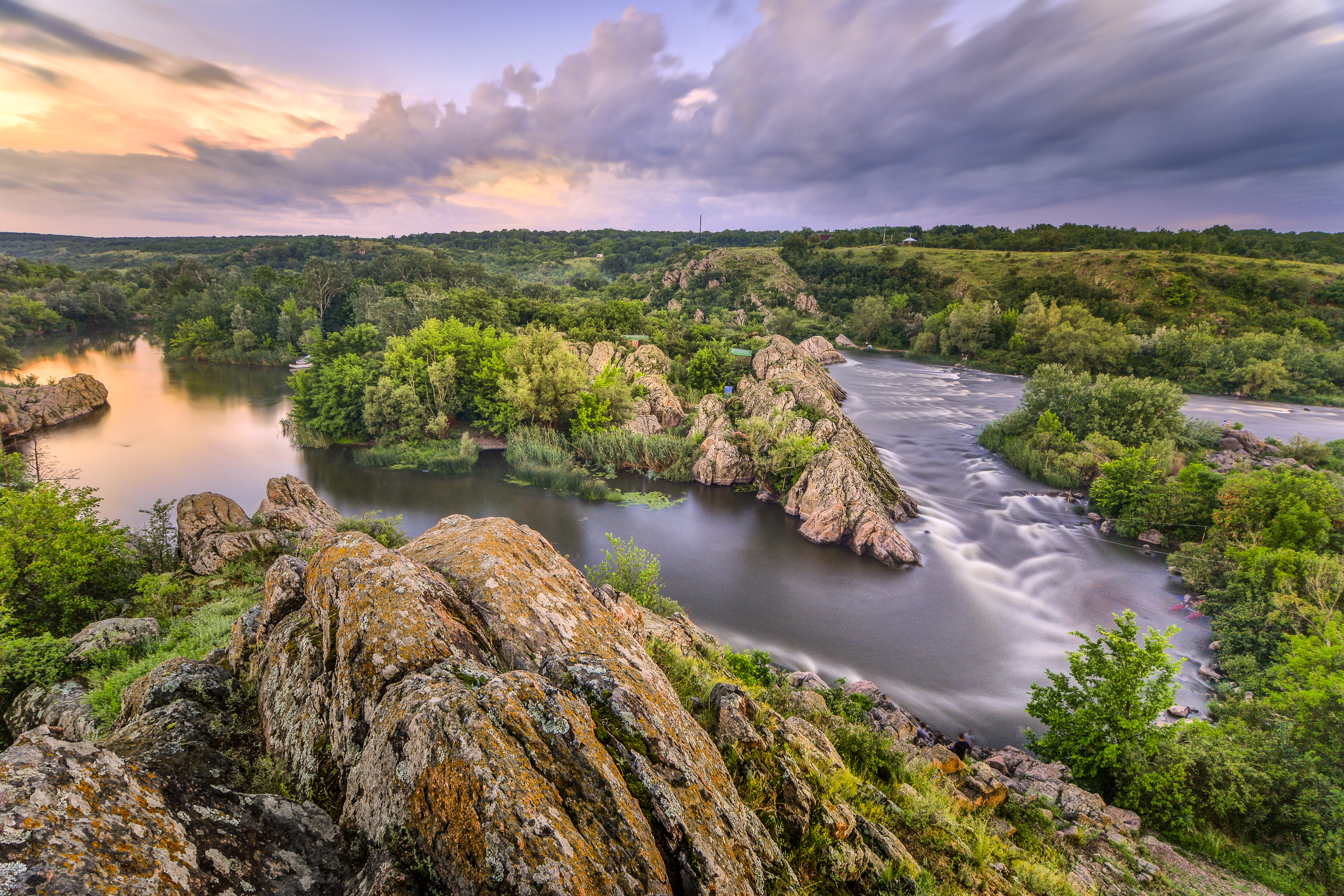
widok normalny

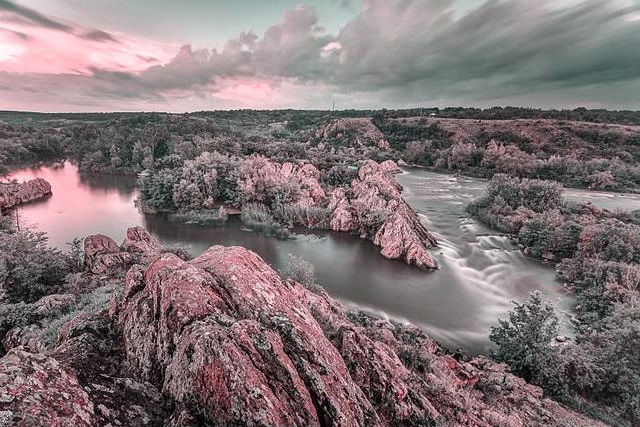
widok przy tritanopii

Kolory tęczy widziane przez osobę bez zaburzeń postrzegania kolorów.

Kolory tęczy postrzegane przez osobę cierpiącą na tritanopię

Tritanopia – wada wzroku polegająca na nierozpoznawaniu barw żółtej i niebieskiej. Wada dotyczy około 0,0015% (0,002% mężczyzn i 0,001% kobiet) populacji. Wada ta jest wynikiem braku czopków czułych na barwę niebieską.
Termin tritanopia pochodzi z greckiego "treis" oznaczającego "trzy”, i "opsis" oznaczającego „widzieć”. Nazwa może zostać zinterpretowana jako „niemożność zobaczenia trzeciego koloru podstawowego”. 
Tritanopia jest powodowana przez niewrażliwe receptory barwne siatkówki i zwykle zbiega się ze stanem chromatycznym, czyli zdolnością oka do łączenia tylko dwóch spektrum barw.  Zmniejszone receptory koloru to czopki typu S, które umożliwiają oku rozróżnienie między niebieskim i zielonym oraz żółtym i fioletowym.  Ponadto kilka badań osób z tritanopią wykazało, że tritanopia jest związana z nieprawidłowościami na chromosomie 7.  Tak więc kobiety i mężczyźni mają równe szanse na doświadczenie tritanopii

.
Wada ta  może być nie tylko dziedziczona, ale także nabywana w ciągu życia. W tym przypadku może to być odwracalne. W przypadku nabytego defektu może to ewoluować powoli, na przykład po prostu przez starzenie się, lub pojawiać się natychmiast po silnym uderzeniu w głowę.